# Pays d'Aigues (IGP)
Pour les articles homonymes, voir Aïgue et Pays d'Aigues.
Le Pays d'Aigues, appelé vin de pays d'Aigues avant 2009, est un vin français d'indication géographique protégée (le nouveau nom des vins de pays) de zone produit sur une partie du département de Vaucluse.
Ce label concerne 59 communes dans le département ; les conditions de cette labellisation ont été fixées par le décret du 30 décembre 1993, elles sont parues au Journal officiel le jour suivant.

## Histoire
Vin de pays le 30 décembre 1993.

## Zone géographique
Les communes suivantes peuvent revendiquer la labellisation de ce vin de pays de zone : Ansouis, Apt, Auribeau, La Bastide-des-Jourdans, La Bastidonne, Beaumettes, Beaumont-de-Pertuis, Bonnieux, Buoux, Cabrières-d'Aigues, Cabrières-d'Avignon, Cadenet, Caseneuve, Castellet, Cavaillon, Cheval-Blanc, Cucuron, Gargas, Gignac, Gordes, Goult, Grambois, L'Isle-sur-la-Sorgue, Joucas, Lacoste, Lagarde-d'Apt, Lagnes, Lauris, Lioux, Lourmarin, Maubec, Ménerbes, Mérindol, Mirabeau, La Motte-d'Aigues, Murs, Oppède, Pertuis, Peypin-d'Aigues, Puget, Puyvert, Robion, Roussillon, Rustrel, Saignon, Saint-Martin-de-Castillon, Saint-Martin-de-la-Brasque, Saint-Pantaléon, Saint-Saturnin-d'Apt, Sannes, Saumane-de-Vaucluse, Sivergues, Taillades, La Tour-d'Aigues, Vaugines, Viens, Villars, Villelaure et Vitrolles-en-Luberon.

## Encépagement
Pour l'élaboration des vins rouges et rosés, les cépages utilisés sont : grenache noir N, syrah N, carignan N, cabernet-sauvignon N, cabernet franc N et merlot N.
Pour les vins blancs, les cépages sont : ugni blanc B, grenache blanc B, clairette B, viognier B, chardonnay B, chasan B et sauvignon B.

## Conditions réglementaires

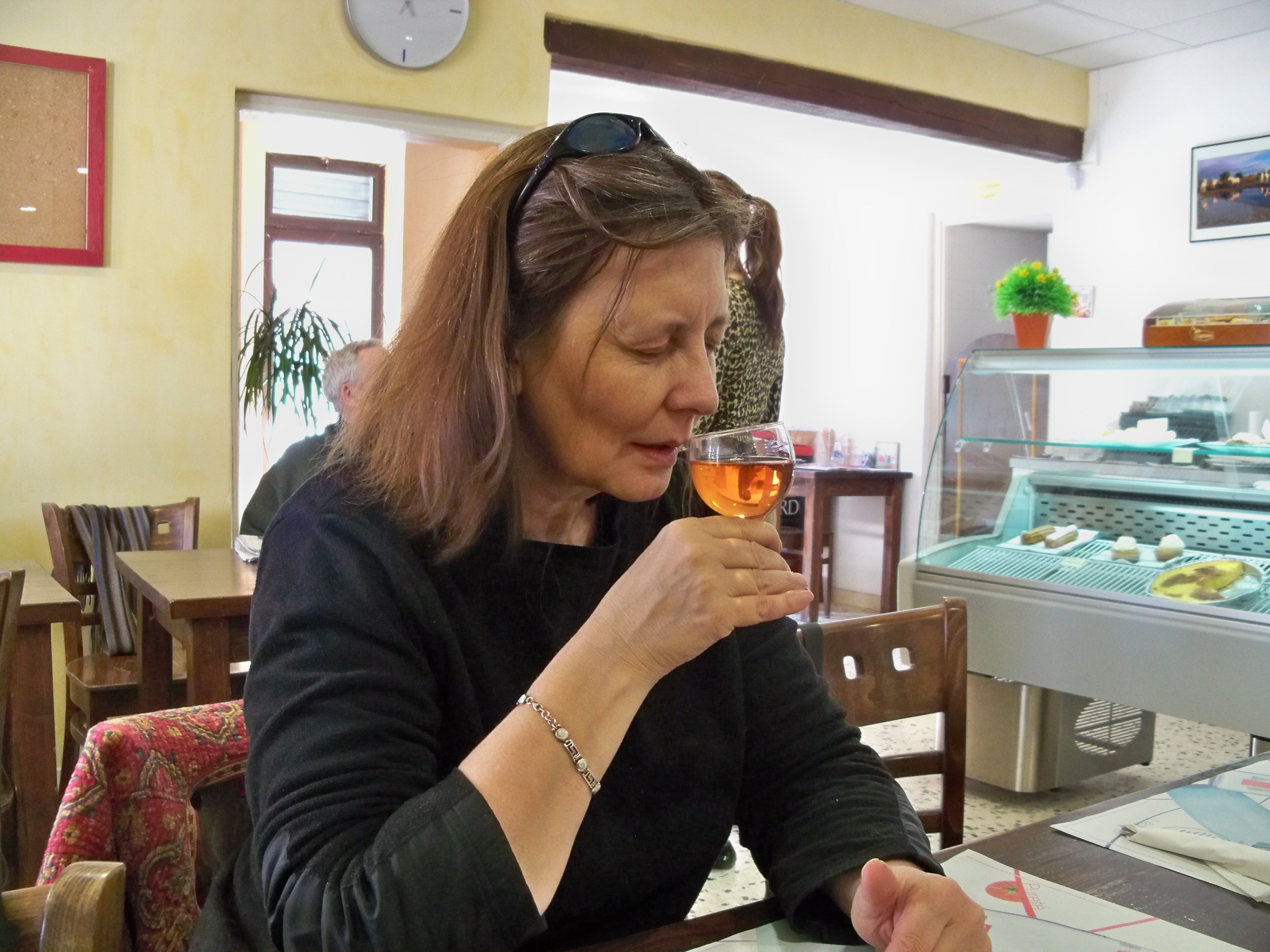
Dégustation à Sannes du vin de pays d'Aigues.

Ces vins doivent titrer un minimum alcoométrique de 10,5 % pour les rouges et les rosés et 10 % pour les blancs.

### Vinification
C'est l'ensemble des opérations nécessaires à la transformation du moût (nom du jus de raisin) et à l'élaboration du vin. Certaines de ces opérations sont nécessaires, telle la fermentation alcoolique, et d'autres permettent d'affiner le profil du vin, tant au niveau aromatique (olfactif) que gustatif (goûts).

#### Vinification en rouge
La vinification en rouge consiste à faire un pressurage après que la fermentation a commencé. Pendant toute cette phase, le moût est en contact avec les matières solides de la vendange. Celles-ci sont très riches en tanins, matières colorantes, odorantes, minérales et azotées. Ces substances vont alors se dissoudre plus ou moins dans le moût et se retrouver dans le vin. 
C'est la cuvaison pendant laquelle les sucres se transforment en alcool (fermentation alcoolique) et le jus se voit enrichi par les composants du moût. Plus la macération est longue, plus la coloration du vin sera intense. Se disolvent également les tanins, leur taux sera aussi fonction du temps de la cuvaison. Plus elle sera longue, plus les vins seront aptes à vieillir. Durant cette phase, se produit une forte élévation de la température. Celle-ci est de plus en plus contrôlée par la technique de maîtrise des températures.

#### Vinification en blanc

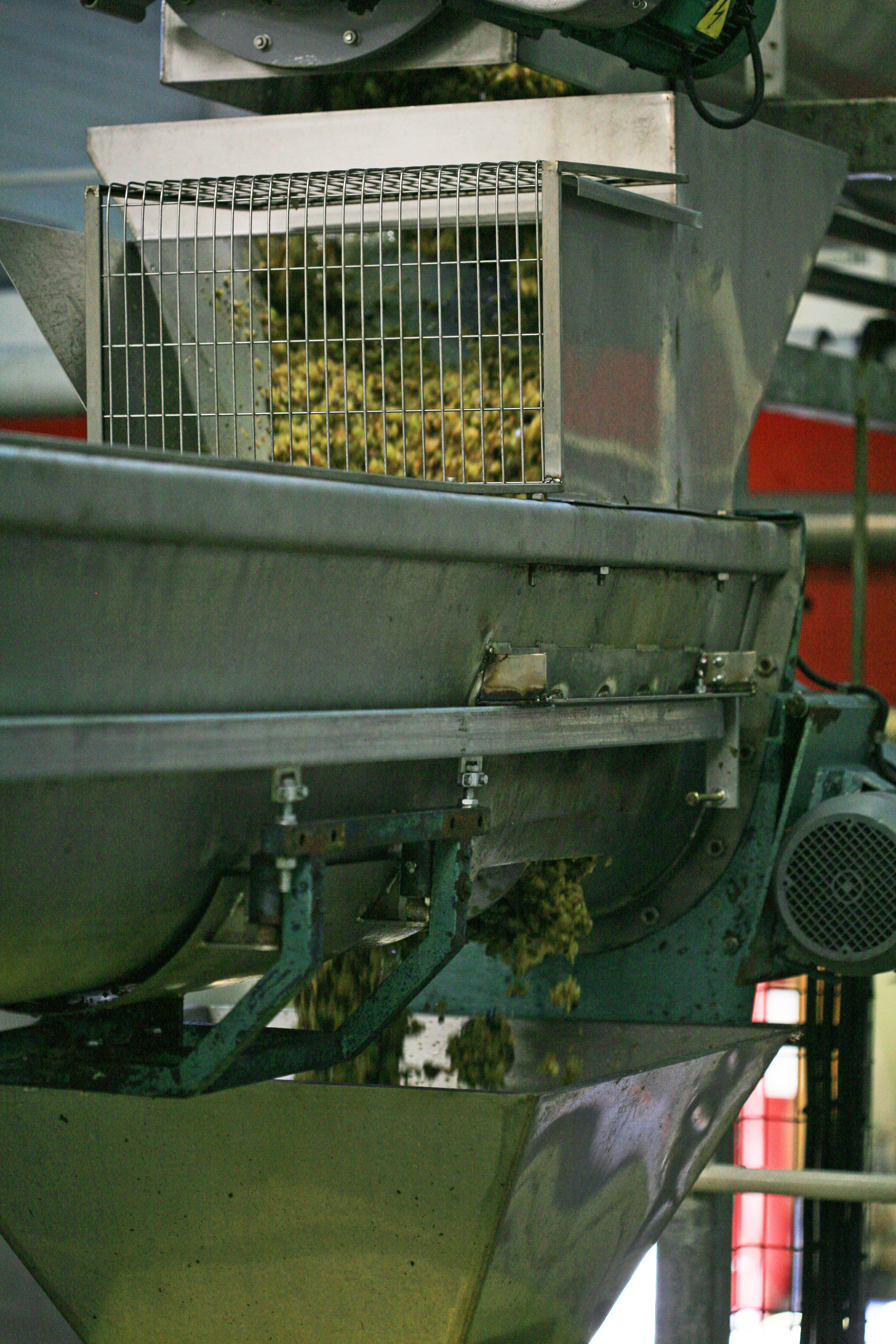
Éraflage de la vendange blanche.

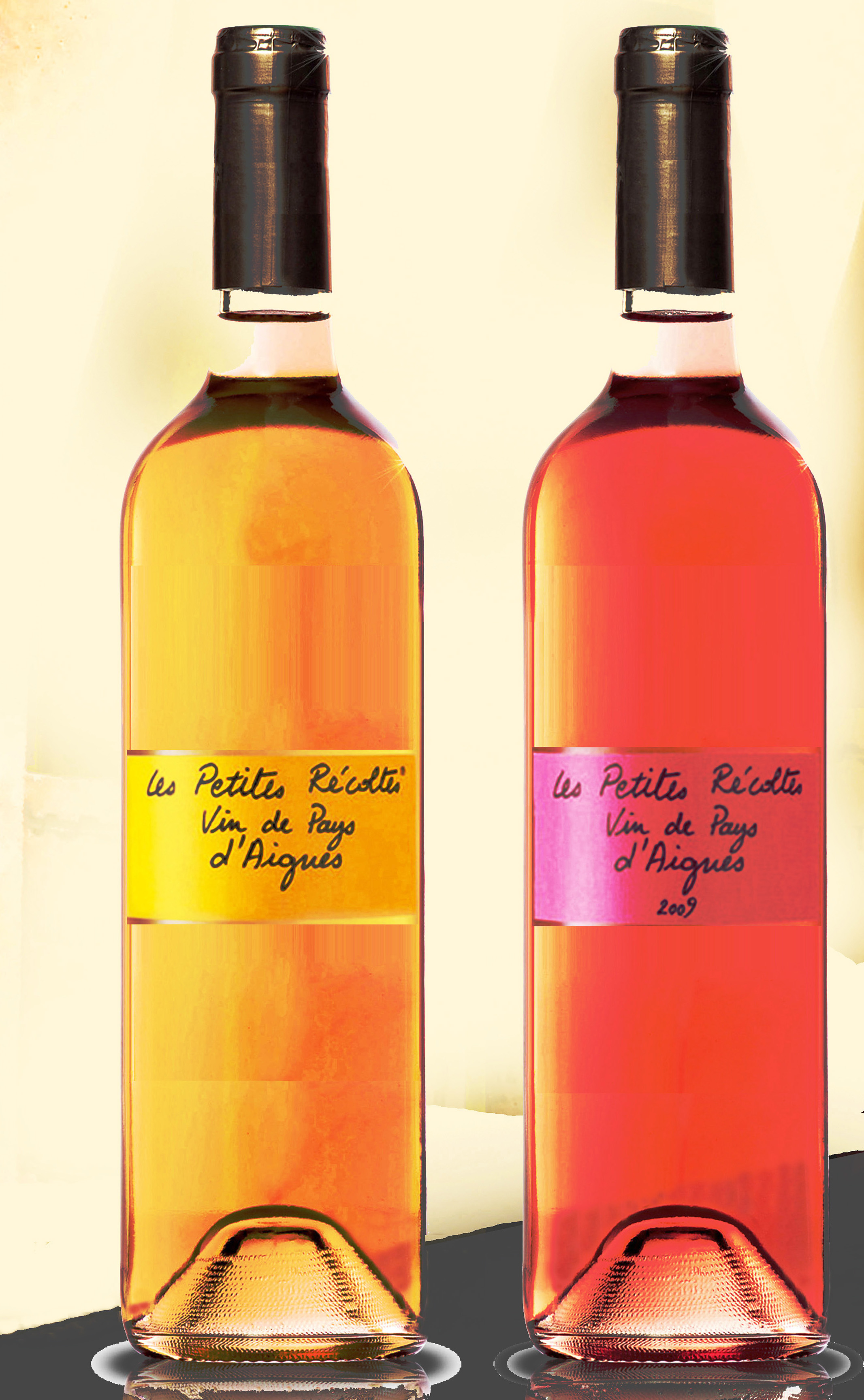
IGP Aigues blanc et rosé.

Dans la vinification en blanc la fermentation se déroule en dehors de tout contact avec les parties solides de la vendange (pépins, peaux du raisin, rafles). Ce qui explique que l'on peut faire indifféremment du blanc à partir de cépages blancs et rouges. C'est le cas du Champagne. Le but de cette vinification est de faire ressortir le maximum des arômes contenus d'abord dans le raisin, ensuite en cours de fermentation, enfin lors du vieillissement. 
L'extraction du jus et sa séparation des parties solides peuvent être précédés par un éraflage, un foulage et un égouttage, pour passer ensuite au pressurage. Mais ces phases sont évitées par nombre de vinificateurs pour éviter l'augmentation des bourbes. 
Le choix se porte sur une extraction progressive du jus puis un débourbage qui permet d'éliminer toutes particules en suspension. Là aussi, encore plus que pour une vinification en rouge, s'impose la maîtrise des températures lors de la fermentation alcoolique. Elle se déroule entre 18 et 20 °C et dure entre 8 et 30 jours selon le type de vin désiré.

#### Vinification en rosé

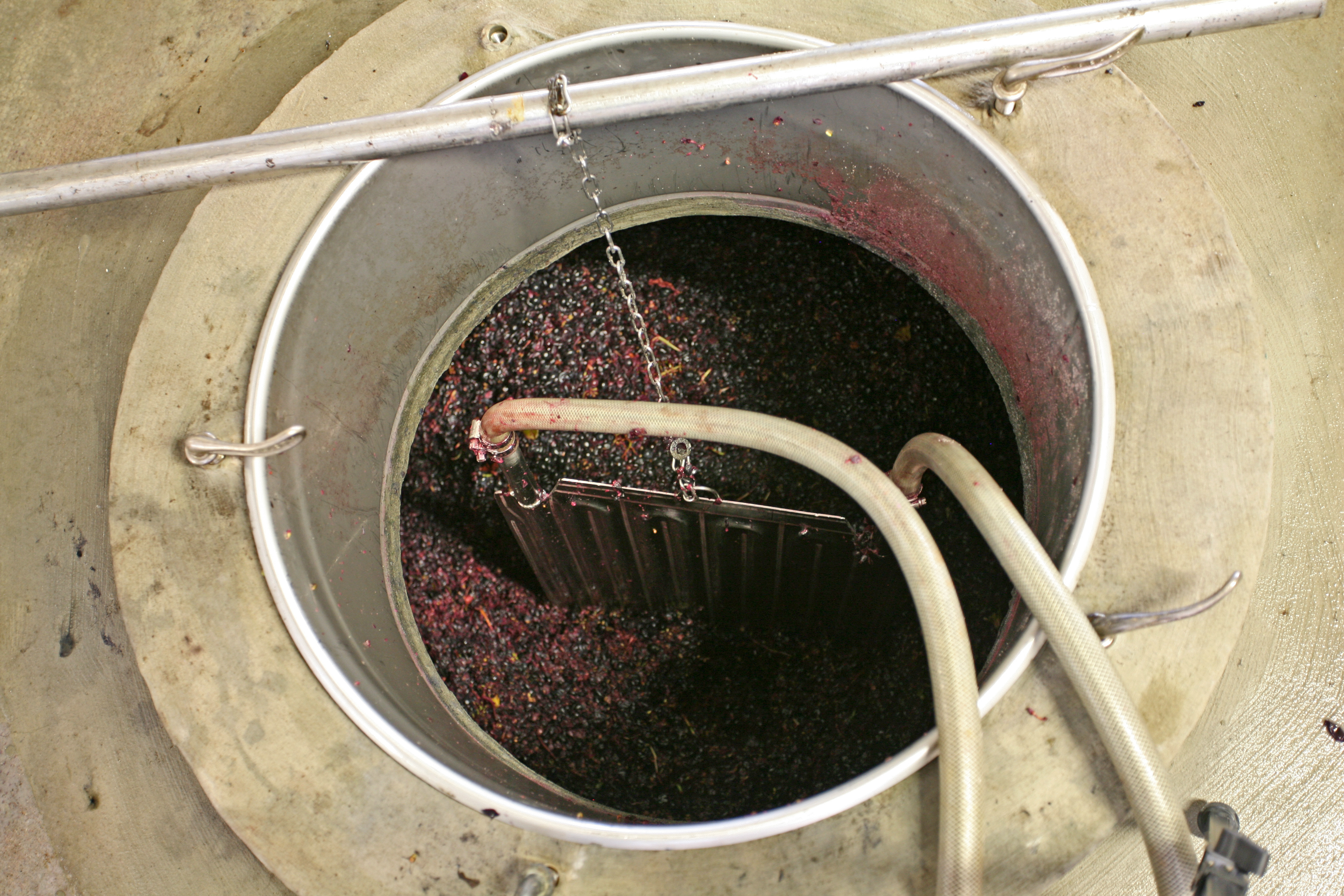
Moût de vendange dont la fermentation est thermorégulée
(présence d'un drapeau réfrigérant permettant une macération à basse température).

La vinification en rosé se produit par macération, limitée dans le temps, de cépages à pellicule noire avec possible ajout de cépages blancs. Le vin rosé n'a pas de définition légale. Mais ses techniques de vinification sont très strictes et n'autorisent en rien en Europe le mélange de vin rouge et blanc. Deux principes différents sont utilisés :
- Le premier consiste à extraire par écoulement une partie du jus dès l'encuvage lors de la vinification en rouge ; c'est la saignée. C'est le jus qui s'égoutte sous le poids de la vendange - au maximum entre 20 et 25 % - et qui va macérer durant 3 à 24 heures. Cette méthode produit des vins rosés à la robe soutenue, et la quantité potentielle produite dépend de la concentration recherchée pour le vin rouge produit.
- Le second principe est le pressurage direct, qui consiste à extraire le jus en plusieurs fois, au cours de la macération, qui dure quelques heures. Les jus successivement extraits sont progressivement plus chargés en tanins provenant des peaux, et peuvent ensuite être assemblés.Une vendange bien mûre pourra colorer le jus et sa vinification se fait en blanc[9].

La maîtrise des températures est une nécessité, un vin rosé a une robe qui s'apparente à celle d'un vin rouge très clair, plus le fruit et la fraîcheur des vins blancs.

## Commercialisation
Ce vin est essentiellement commercialisé sur le lieu de production (domaines, caves et caveaux) et dans le secteur GMS (grandes et moyennes surfaces). 